# جزیره دولگی
جزیره دولگی (انگلیسی: Dolgy Island) یک جزیره در استان آرخانگلسک کشور روسیه است.